# Cristóbal Jiménez Ramírez
Cristóbal Jiménez Ramírez (Jódar, Jaén, 1 de diciembre de 1945) es un político comunista español.

## Biografía
A los veinte años se traslada a Barcelona, donde participa en el movimiento obrero y comunista del Bajo Llobregat desde una posición leninista.
Regresa a su localidad natal en 1978, de la que sería un año después —1979— el primer alcalde democrático y constitucional electo al figurar como candidato del Partido Comunista de España (PCE), al que representará como dirigente provincial hasta que, en 1984, funda junto a Ignacio Gallego —y otros líderes comunistas nacionales contrarios al eurocomunismo-revisionismo— Partido Comunista de los Pueblos de España (PCPE).
En 1986, es elegido diputado del Parlamento de Andalucía por Izquierda Unida en Jaén, dada su condición de secretario político del PCPE en esta provincia.
A finales de la década de los 80, en el contexto de la perestroika de Gorbachov y tras serias desavenencias con las direcciones regional y nacional del PCPE proclives a la integración en el PCE de Julio Anguita, abandona el PCPE y es expulsado de IU. En 1990, funda el Bloque Obrero Comunista de Andalucía (BOCA), grupo leninista con el que se integra en IU en el año 2006.